# Alpina B7 (E65/E66)

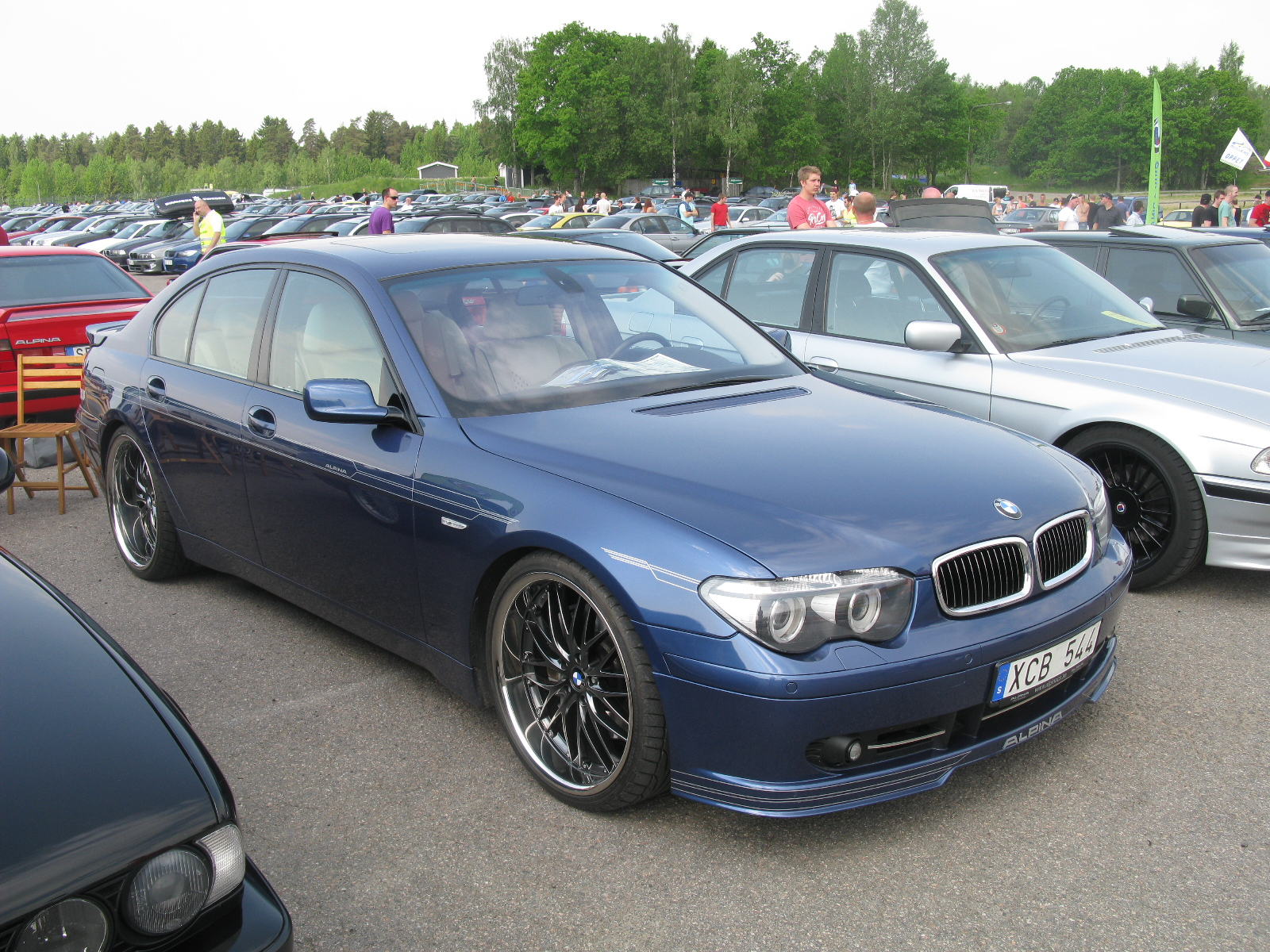
BMW Alpina B7 E65

Alpina B7 (E65) является третьим поколением усовершенствованных BMW 7-й серии, производившихся компанией Alpina с 2004 по 2008 год и строившихся на основе BMW 7-й серии (E65). B7 был официально представлен публике в 2003 году на Франкфуртском автосалоне. B7 был первым автомобилем Alpina, в котором использовался двигатель с наддувом, и был доступен в версиях со стандартной и удлиненной колесной базой.

## История создания
Разработка B7 началась за 3 года до его официального дебюта, сначала на Женевском автосалоне 2003 года как прототипа, а затем на Франкфуртском автосалоне 2003 года как серийная версия. Производство началось в 2004 году. B7 строился на базе 745i, а B7 с удлиненной колесной базой на основе 745Li. B7 использует модифицированную версию 4,4-литрового двигателя N62 V8, получившего обозначение от Alpina, H1. Изменения в двигателе включают в себя: специальный блок Alpina, кованый коленчатый вал и высокопрочные поршни Mahle с пониженной степенью сжатия. В двигателе используется нагнетатель центробежного типа, который впервые устанавливался на автомобилях Alpina. Двигатель также имеет модифицированный ЭБУ Alpina и клапана Valvetronic от BMW. Двигатель развивал максимальную мощность 500 л. с. (368 кВт; 493 л. с.) в диапазоне от 5250 до 6000 об / мин и 515 фунт-фут (698 Нм) крутящего момента в диапазоне от 4250 до 5250 об / мин. Применение двигателя V8 вместо двигателя V12 позволяет автомобилю быть на 150 кг (331 фунт) легче, по сравнению с BMW 760i, обеспечивая при этом лучшее распределение веса и лучшие показатели расхода топлива.
B7 имеет сделанную на заказ выхлопную систему Akrapovic с двойными насадками выпускной трубы, в которой используется металлический каталитический нейтрализатор EMITEC, вместо стандартного керамического блока.
Тепло, выделяемое давлением наддува в 0,8 бар от нагнетателя, управляется промежуточным охладителем воздуха с высокой скоростью передачи. B7 использует задний мост от 745d, чтобы справляться с высоким крутящим моментом, создаваемым двигателем. Компрессор приводится в движение специальным поликлиновым ремнем, который отделен от других змеевидных ремней двигателя. На низких оборотах муфта отсоединяет компрессор от приводного ремня, что приводит к высокому крутящему моменту в диапазоне низких оборотов. Воздух от нагнетателя направляется к двигателю через промежуточный охладитель воздуха. Турбина нагнетателя вращается со скоростью до 100 000 об/мин за счет планетарного ряда, регулируемая вторая дроссельная заслонка позволяет турбине продолжать вращаться в диапазоне низких оборотов.
Двигатель работает с 6-ступенчатой автоматической коробкой передач ZF под названием Switch Tronic, которая имеет режим ручного переключения, позволяющий водителю переключать передачи с помощью кнопок, расположенных на задней стороне рулевого колеса. Эта трансмиссия использовалась во всех моделях Alpina того времени, пока её не заменила 8-ступенчатая автоматическая коробка передач.

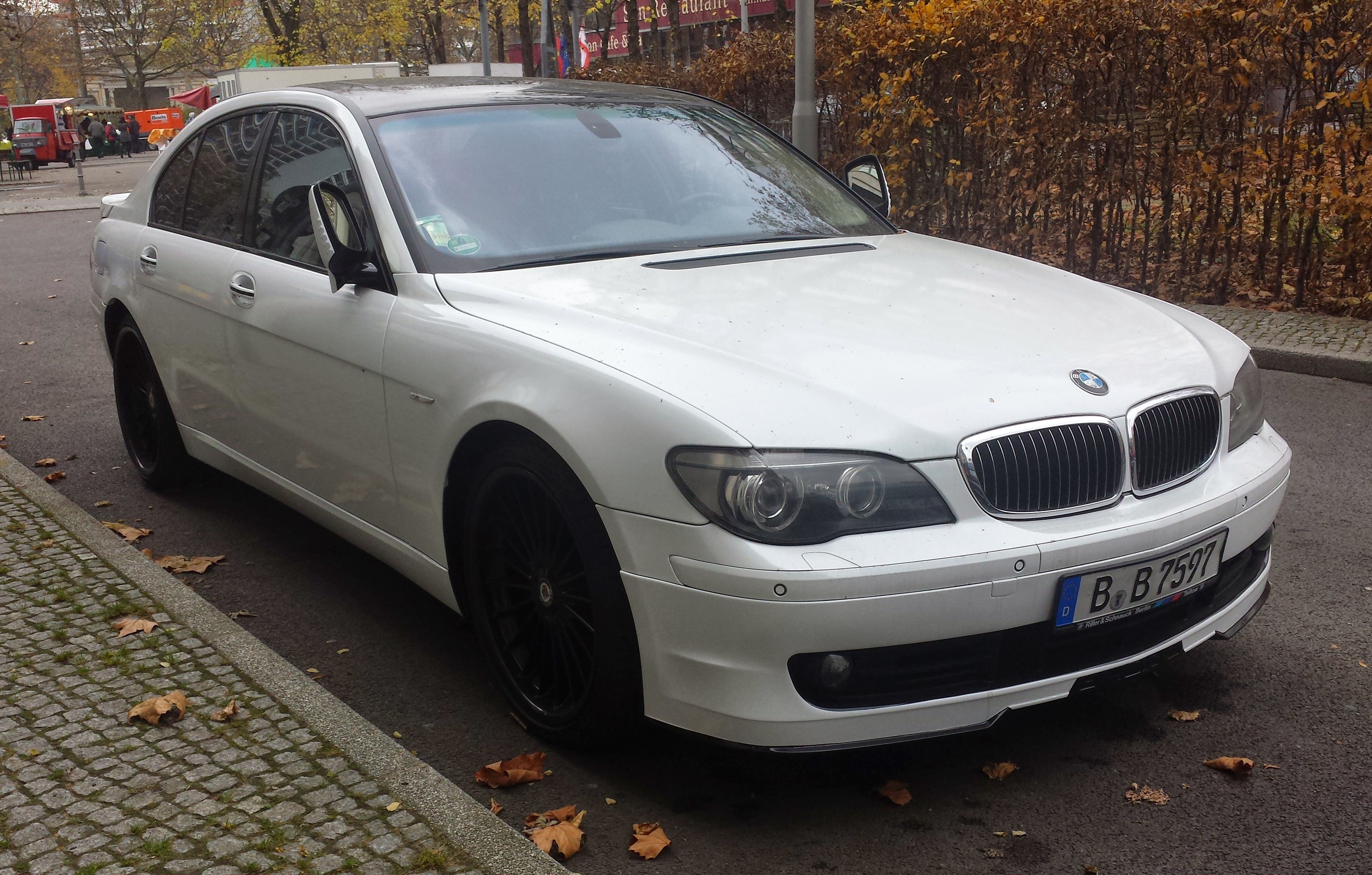
Alpina B7 e65 рестайлинг

B7 в основном собирался на заводе BMW в Дингольфинге вместе со стандартной 7-й серией. Двигатель изначально производился на заводе BMW Steyr, а затем отправлялся в Alpina на завод в Бухлоэ для окончательной сборки. Далее, готовый двигатель отправляли на завод BMW для установки на автомобиль, который собирали и окрашивали в особые цвета Alpina. Готовые автомобили отправляли обратно на завод Alpina для окончательной проверки и доработки.
Салон автомобиля имеет кожаную обивку Lavalina и отделку из кленового дерева. Так же, изменения включали в себя: датчики Alpina, логотипы и значки Alpina, а также спортивное рулевое колесо с тремя спицами. Система BMW iDrive также входила в стандартную комплектацию.
Внешние изменения включают полоски Alpina на бортах, задний спойлер, 21-дюймовые классические многоспицевые легкосплавные диски Alpina с шинами Michelin Pilot Sport 2 (размерностью 245/35 ZR21 спереди и 285/30 ZR21 сзади), карбоновый спойлер переднего бампера. При испытаниях в аэродинамической трубе BMW B7 достиг коэффициента лобового сопротивления C d = 0,31.
B7 использует тормозную систему, разработанную BMW для модели 760Li которая имеет диски большего размера, чем у 745i (14,72 дюйма (373,9 мм) спереди и 14,57 дюйма (370,1 мм) сзади) и специальные суппорта. В подвеске используются амортизаторы Sachs и пружины Eibach.
С 2005 года и до конца производства, B7 базировался на рестайлинговых моделях 745i и 750Li. Впервые обновленный B7 был представлен на Токийском автосалоне 2005 года. Никаких изменений касающихся мощности или производительности в обновленной версии не произошло. Лишь только пиковый крутящий момент был увеличен до 565 фунт-футов (766 Нм). В 2007 году B7 стал доступен в США.

## Производительность
B7 разгоняется от 0 до 97 км / ч (0-60 миль в час) за 4,8 секунды, преодолевает 1/4 мили за 12,8 секунды и развивает максимальную скорость 299 км/ч (186 миль в час). Хотя независимые испытания показали, что максимальная скорость, указанная производителем, была приуменьшена, поскольку B7 достиг максимальной скорости 311 км/ч (193 миль в час), тем самым превосходя свои оригинальные аналоги BMW с точки зрения производительности.

## Отзывная кампания
Отзывная кампания коснулась рестайлинговых моделей BMW 7 серии 2005—2008 годов выпуска и моделей B7, оснащенных системой комфортного доступа включающая в себя доводчики дверей. Проблема заключалась в том, что двери могли неожиданно открываться во время определённых условий движения, что естественно увеличивало риск выброса пассажиров из салона. Всего проблема затронула 45 500 автомобилей.

Фотогалерея
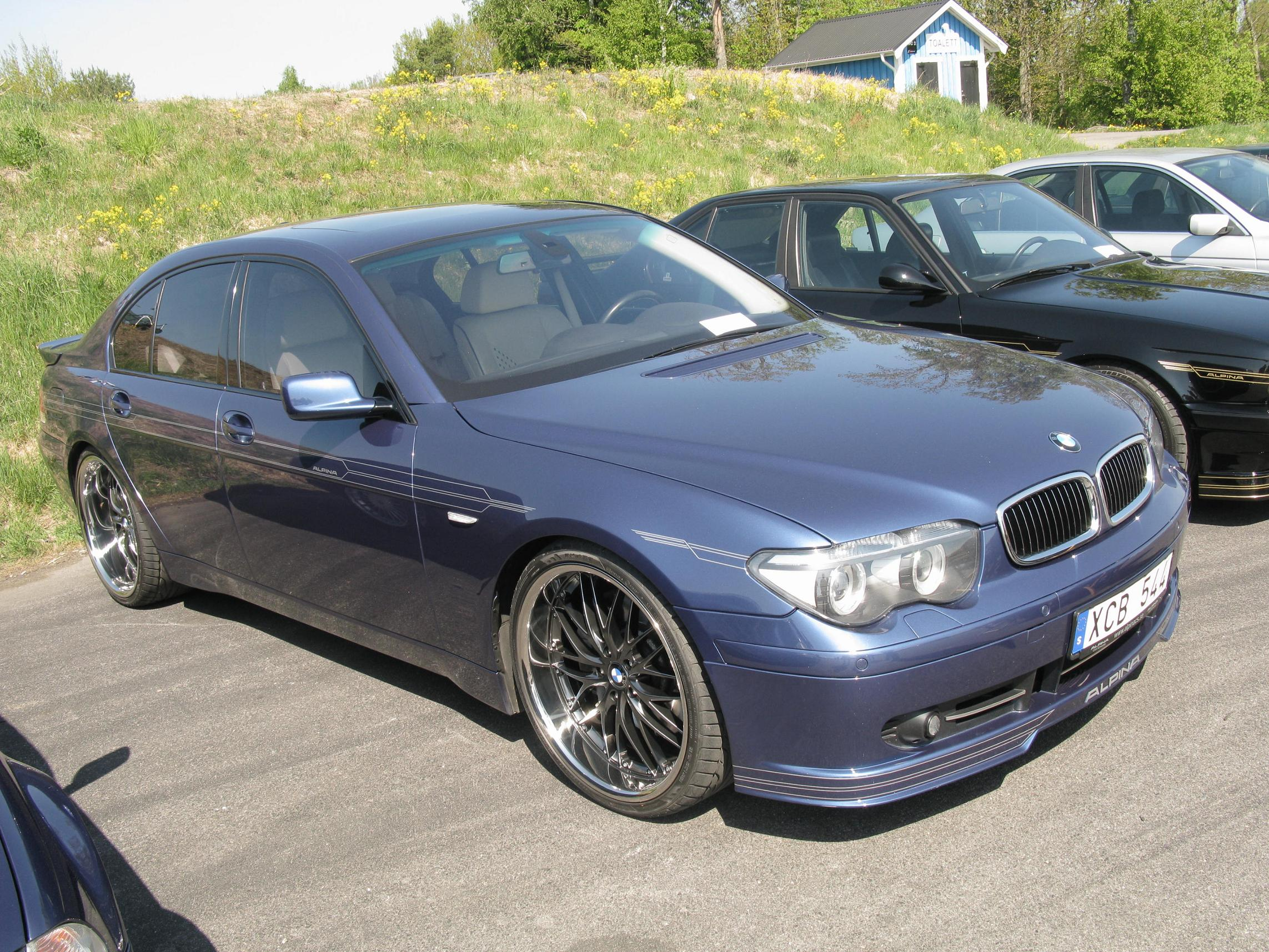
Alpina B7 (E65) до рестайлинга
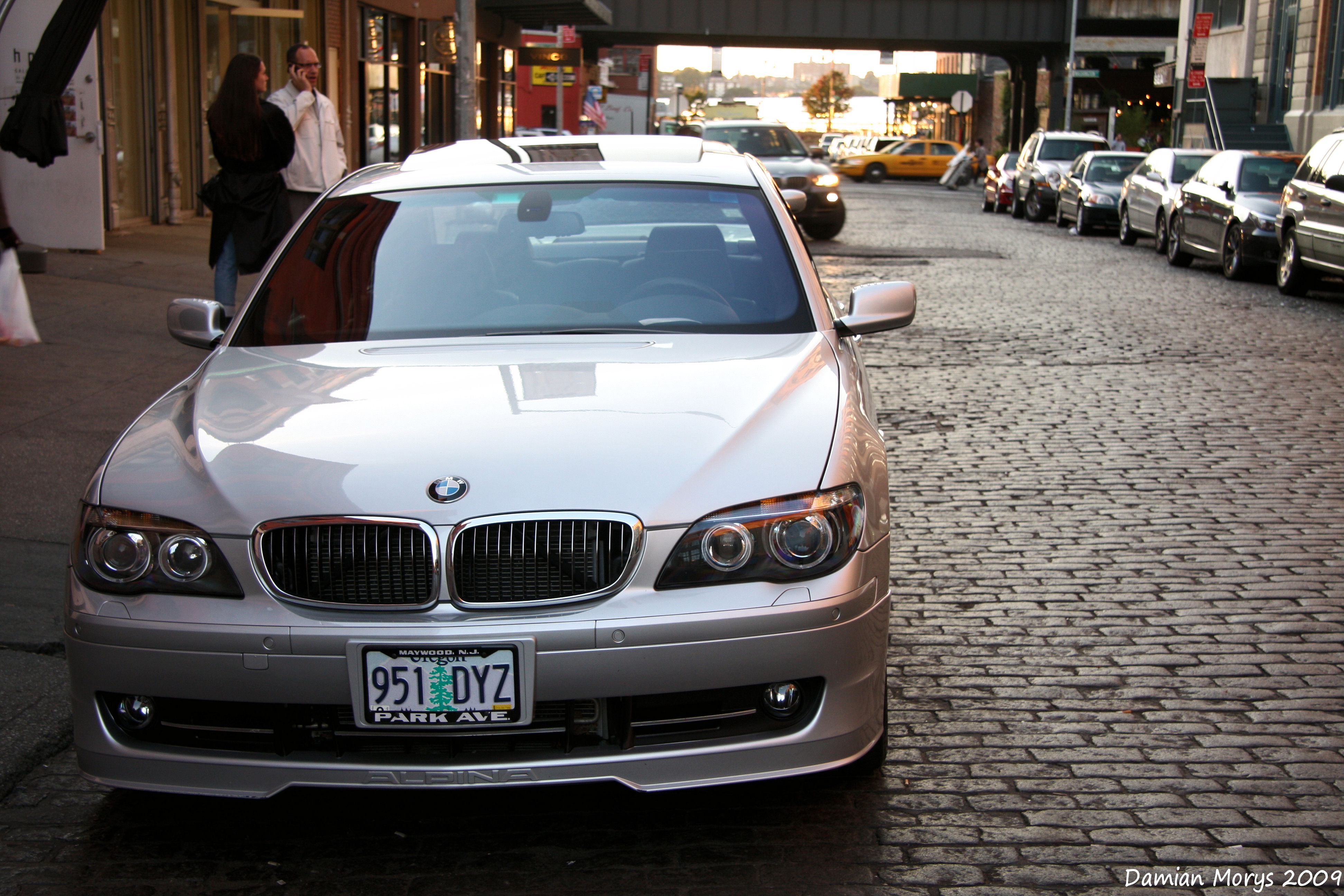
Alpina B7 (E65) рестайлинг